# Harttiella
Harttiella (Гартієла) — рід риб триби Harttiini з підродини Loricariinae родини Лорікарієві ряду сомоподібні. Має 7 видів.

## Опис
Загальна довжина представників цього роду коливається від 3,1 до 5,2 см. Голова видовжена (види різняться за її довжиною). Морда округла, верхня щелепа довша за нижню. Очі невеличкі. Тулуб кремезний, щільно вкритий кістковими пластинками. Хвостове стебло вузьке. Спинний плавець помірної довжини (6-7 м'яких променів), низький. Жировий плавець відсутній. Грудні плавці довгі. Черевні плавці практично не поступаються грудним, мають маленькі шипики. Анальний плавець менший за спинний (4-5 м'яких променів та 1 жорсткий промінь). Перед анусом присутні декілька маленьких кісткових пластинок. Хвостовий плавець витягнутий.
Забарвлення коливається від сірого і сіро-коричневого до суто коричневого з невеличкими окремими темними плямочками.

## Спосіб життя
Це демерсальні риби. Воліють до прісних водойм. Зустрічаються в лісових струмках з каскадами і швидкою течією. Віддають перевагу скелястим ґрунтам з піщаними полянами. Живляться синьо-зеленими та діатомовими водоростями, личинками хірономід, всмоктуючи їх ротом-присоском.

## Розповсюдження
Мешкають у басейні річки Суринам, в річках Французької Гвіани.

## Види
- Harttiella crassicauda
- Harttiella intermedia
- Harttiella janmoli
- Harttiella longicauda
- Harttiella lucifer
- Harttiella parva
- Harttiella pilosa